# UFC on ABC: Hill vs. Rountree Jr.
UFC on ABC: Hill vs. Rountree Jr. (también conocido como UFC on ABC 8) fue un evento de artes marciales mixtas producido por Ultimate Fighting Championship que se llevó a cabo el 21 de junio de 2025 en el Baku Crystal Hall en Bakú, Azerbaiyán.

## Antecedentes
Un combate de peso semipesado entre el excampeón de peso semipesado de la UFC, Jamahal Hill, y el exretador al título, Khalil Rountree Jr., está programado para encabezar el evento. Originalmente, se esperaba que ambos se enfrentaran en UFC 303 en junio de 2024, pero el combate se canceló debido a la baja de Rountree tras ingerir involuntariamente DHEA en un suplemento contaminado Posteriormente, fueron programados para encabezar el combate de UFC on ESPN: Machado Garry vs. Prates en abril, pero Hill se retiró debido a una lesión persistente en la pierna.
El evento coestelar incluiría un combate de peso mosca entre Tagir Ulanbekov y el exretador al Campeonato de Peso Mosca de la UFC, Kyoji Horiguchi (quien también fue campeón de peso mosca y dos veces campeón de peso gallo de RIZIN, así como excampeón de peso gallo de Bellator). Horiguchi haría su regreso promocional por primera vez desde noviembre de 2016. A su vez, Horiguchi se retiró por razones no reveladas y fue reemplazado por Azat Maksum.
Originalmente programada como una pelea de peso ligero, la pelea entre el debutante Tofiq Musayev y Myktybek Orolbai se realizó en un peso pactado de 165 libras. Inicialmente no se indicó el motivo ni el momento del cambio, pero ambos competidores superaron el límite de peso ligero para peleas sin título durante el pesaje, con Musayev pesando 163 libras y Orolbai 165 libras. Después del evento, se reveló que el cambio se debió a que Orolbai no pudo bajar todo el peso durante la semana de la pelea, por lo que aumentó el límite de peso para la pelea.

## Resultados
1. ↑  A Naurdiev le descontaron dos puntos en la segunda ronda debido a un rodillazo ilegal.

## Bonificaciones
Los siguientes peleadores recibieron bonificaciones de 50.000 dólares.
- Pelea de la Noche: Nazim Sadykhov vs. Nikolas Motta
- Actuación de la Noche: Nazim Sadykhov y Nikolas Motta